# Під мінаретами
«Під мінаретами» — оповідання українського письменника Михайла Коцюбинського, написане в 1904 р. під час перебування на урядовій службі в Криму. У творі зображується вплив засилля і забобонів ісламу на людину, які спонукають Рустема, юнака з новаторським демократичним світоглядом, боротися проти феодалізму, мракобісся та релігійного мусульманського фанатизму, обстоюючи рівні права людей, незалежно від гендеру та статусу в суспільстві.

## Назва
Мінарет - в ісламській архітектурі баштеподібна культова споруда при мечеті, з якої глашатай скликає мусульман на молитву. В оповіданні вони є уособленням ісламу, яким фанатично захоплювався Абібул. 

## Історія написання
Під час роботи у складі Одеської філоксерної комісії, працюючи в селах Бесарабії та Криму (Бессарабської і Таврійської губерній), Коцюбинський ознайомився з особливостями культури та побуту місцевого населення, що не могло не залишити слід на його творчому доробку. "Під мінератами" став одним із трьох творів "кримського циклу", до якого також входили «В путах шайтана» (1899) та «На камені» (1902). Саме враження від перебування влітку в Бахчисараї відображилися в оповіданні "Під мінератами", написаному в жовтні 1904 року та вперше опублікованому в журналі «Кіевская старина» в 1905 році.

## Сюжет
Автор зображує протистояння "старих" і "молодих", фанатичну відданість традиціям ісламу Абібула і новаторські думки Рустема. Герої мають різні погляди на вчення Корану, систему освіти, ставлення до жінок, станову нерівність. Рустем виступає за реформу освіти у мектебах та медресе, він переконаний, що освіта має бути доступною для всіх однаково. Юнак навіть має написану програму осучаснення кримськотатарських законів і культури, а також знаходить однодумців як Бекір, який є уособленням єдиної соціальної сили. Суспільство не сприймає новаторство та  намагається зупинити "єресь" хлопця. Кульмінація твору - Рустема жорстоко б'ють та ранять ножем за його "інакші" погляди. Він має кохану Мір'єм, ніжність якої і до якої транслюється в листах, але дівчина так і не змогла відмовитися від давніх традицій і після жорстокого побиття хлопця кидає його, не наважившись залишити батьківський дім. Єдиним, хто щиро підтримав юнака після краху, став Бекір. Рустем не втрачає волі навіть втративши рідний дім і кохану, а навпаки, охоче прагне продовжити свою просвітницьку діяльність, адже має віру у свою правду.